# Kip Sundgaard
Kip Gordon Sundgaard (ur. 15 lutego 1956 w Saint Paul) – amerykański skoczek narciarski, olimpijczyk z 1976 z Innsbrucka.
Ukończył studia na University of Utah. W 1976 zwyciężył na mistrzostwach National Collegiate Athletic Association. W tym samym roku zdobył srebro w kanadyjskim konkursie krajowym. Na konkursie skoków podczas Zimowych Igrzysk Olimpijskich 1976 w Innsbrucku zajął 53. miejsce na normalnej skoczni. Wziął udział w 26. i 27. Turnieju Czterech Skoczni. Wystąpił na mistrzostwach świata w lotach w 1979, gdzie zajął 29. miejsce i poprawił swój rekord życiowy (141 m).
Ośmiokrotnie zdobywał trofeum Memoriału Świętego Pawła.

## Osiągnięcia

### Igrzyska olimpijskie
| Miejsce | Dzień    | Rok  | Miejscowość | Konkurs                         | Wynik     | Strata   | Skok 1 | Skok 2 | Zwycięzca             |
| ------- | -------- | ---- | ----------- | ------------------------------- | --------- | -------- | ------ | ------ | --------------------- |
| 21.     | 7 lutego | 1976 | Innsbruck   | Skocznia normalna indywidualnie | 177,6 pkt | 74,4 pkt | 68,0 m | 67,0 m | Hans-Georg Aschenbach |

### Mistrzostwa świata w lotach
- 1979 – 29. miejsce

### Turniej Czterech Skoczni

#### Miejsca w klasyfikacji generalnej
| Rok       | Pozycja | Punkty | Strata |
| --------- | ------- | ------ | ------ |
| 1977/1978 | 54.     | 496,5  | 315,4  |
| 1978/1979 | 56.     | 547,1  | 268,5  |